# Marie-Louise Ledru
Marie-Louise Ledru est une athlète française. Elle est réputée pour être la première femme à courir le marathon. Le 29 septembre 1918, Ledru a terminé le Marathon de Paris dans un délai de 5 heures et 40 minutes et a terminé à la 38e place.
Pourtant, l'Association internationale des fédérations d'athlétisme reconnaît la Britannique Violet Piercy comme première détentrice du record au marathon pour une femme le 3 octobre 1926 avec un temps de 3 heures 40 minutes et 22 secondes.